# Pinkuylluna
Pinkuylluna ou  Pinkulluna  (Montanha das flautas  ou lugar onde se tocava flautas  em quíchua, pode ser encontrada com as grafias hispanizadas Pincuylluna e Pinculluna) é um sítio arqueológico localizado sobre a montanha do mesmo nome no Distrito de Ollantaytambo, Província de Urubamba, Região de Cusco, Peru. Está situado entre os rios Patakancha (Patacancha) e Vilcanota (Urubamba), a nordeste da cidade Ollantaytambo.
Pinkuylluna pertence ao mesmo complexo arquitetônico que Ollantaytambo e era constituído por silos chamados qolqas  que estão agrupados em três níveis diferentes a cerca de 600 metros acima do rio Vilcanota.  A vantagem de se construir os silos em um local tão elevado é que a baixa temperatura e os ventos gelados do local conservariam os alimentos por mais tempo. 

## Galeria

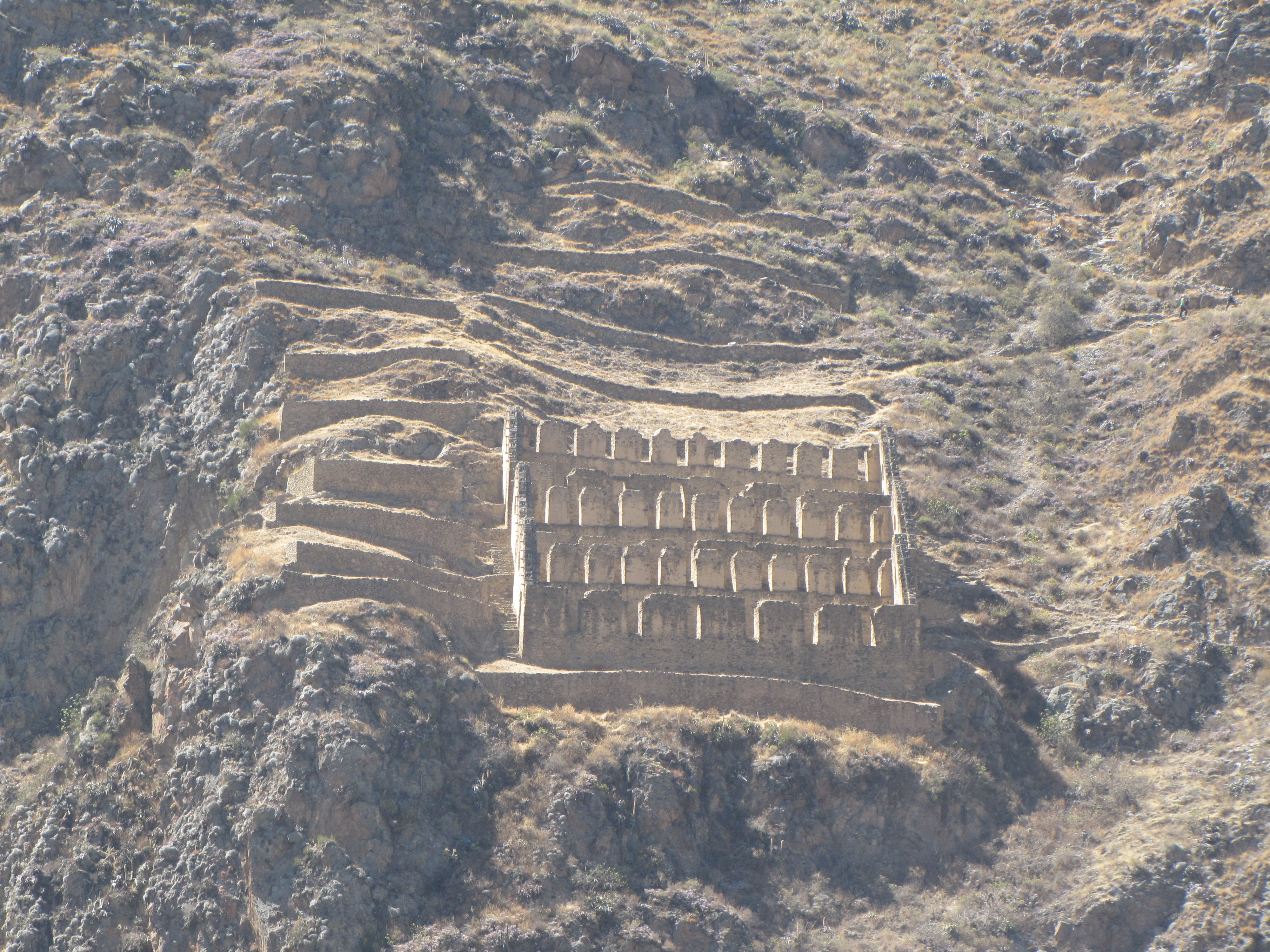
Ruínas de Pinkuylluna vista de Ollantaytambo
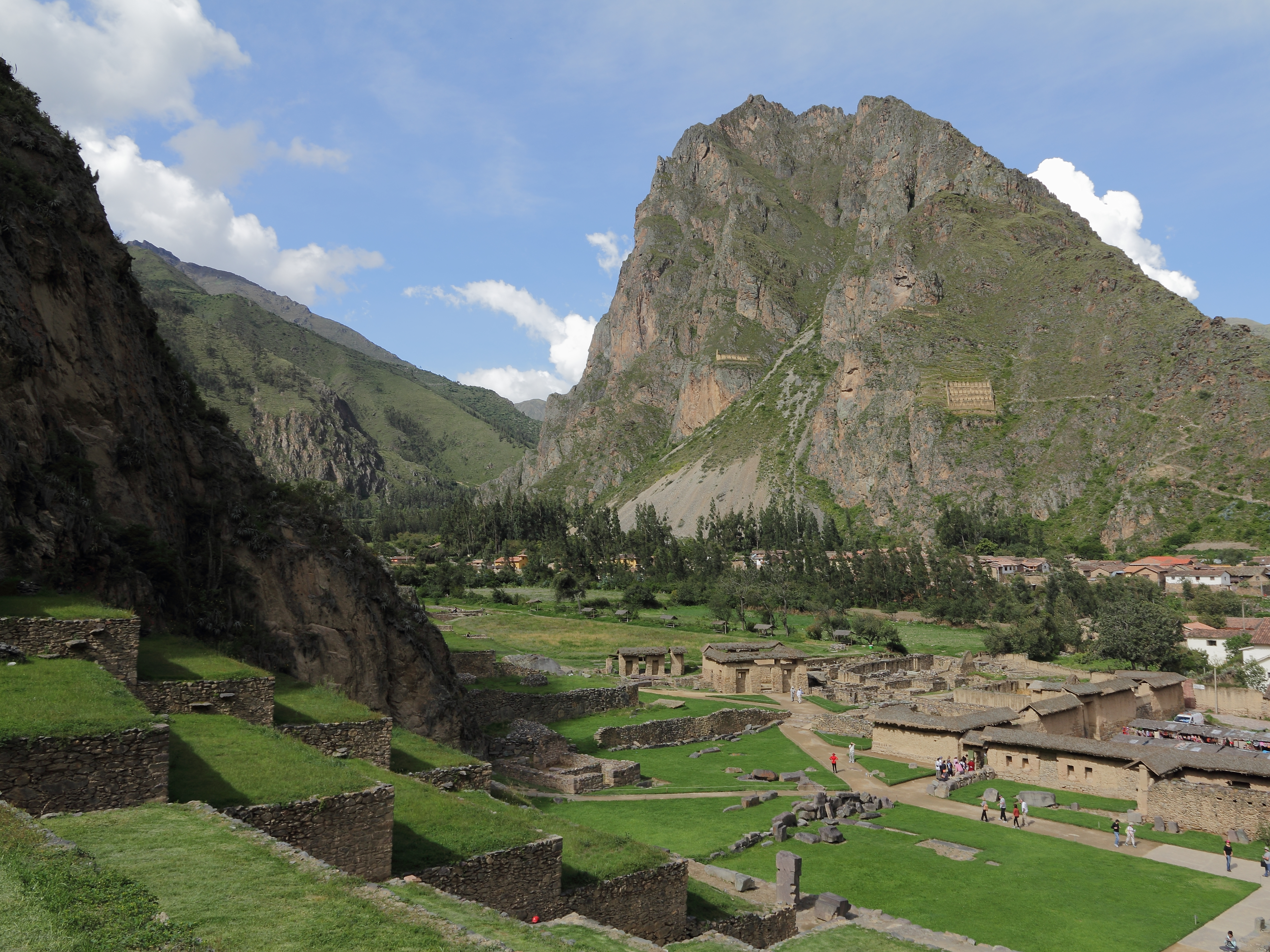
A montanha Pinkuylluna (à direita) acima da cidade Ollantaytambo. Uma enorme face de pedra é visível ao lado das ruínas de Pinkuylluna.